# José Santiago Taboada
José Santiago Taboada (Ginzo de Limia, Galicia, 6 de septiembre de 1884 -  Ginzo de Limia, 4 de enero de 1969) fue un periodista, escritor, editor y abogado español.

## Trayectoria
Dirigió el periódico El Eco Antelano (1911-1912). Fue secretario del ayuntamiento de Rairiz de Veiga, y sufrió un atentado en marzo de 1923. En 1924 fue nombrado secretario del ayuntamiento de Trasmiras y en 1925 de Laza. En 1945 fue nombrado secretario del ayuntamiento de Ginzo de Limia.